# 日本セルビア映画祭
日本セルビア映画祭 (にほんセルビアえいがさい、略称JSFF) は、セルビアのベオグラードと日本の東京で開催される、映画にフォーカスした二都市文化交流イベント。
もとは日本の短編映画祭として始まったが、時間とともに多様なプログラムを提供する優れた映画祭に発展した。JSFFは、日本とセルビアの豊かな映画コンテンツを紹介し合い、世界へ発信するプラットフォームとしての役割を果たしている。
JSFFは、セルビアの芸術文化発展協会カルトクレイヴ(CULTCRAVE)によって組織・運営され、南ヨーロッパにおいて現代の日本映画を称える最も重要なイベントとして認識されているほか、多くの映画監督にとって、作品の認知と称賛を得ることのできるキャリアのスタート地点になっている。

## 歴史
- 2014 - 日本短編映画祭

第1回JSFFは、ジャパニザム(JAPANIZAM)との共同企画として、ベオグラード青少年センターで2日間にわたって開催された。このイベントでは、日本インディーズ短編映画上映のほか、振付師 福森ちえみによるパフォーマンスと、審査員長で映画評論家のネナド ドゥキッチによるスピーチが行われた。なお、上映作品の一つを監督した今関あきよしは、その後もJSFF審査員やゲストスピーカーとして継続してJSFFに参加している。
- 2015 - 日本短編映画から日本セルビア映画祭へ

2年目のJSFFは、より広い視野を持つべく、日本セルビア映画祭に改称した。この年より、JSFFは毎年テーマとなるキーワードを決め、これに応える映画の製作者を両国からそれぞれ招待しながら、ベオグラードと東京で上映する二都市開催形式を採用した。この年のコンセプトは「アイデンティティ」。
- 2016 - ユーゴスラビア映画アーカイブ

第3回ではベオグラードのユーゴスラビア映画アーカイブに会場を移し、その後もこの施設はJSFFのメイン会場となっている。この年のテーマは「献身」で、ベオグラードのFSU（現代芸術学部）学生による漫才と、日本のバンド101Aのパフォーマンスでスタートが切られた。
- 2017 - タブー

JSFFはさらに多様なコンテンツを取り入れ、日本とセルビアのアーティストによる共同展示、パネルディスカッションなどが行われた。中でも「タブートーク」と呼ばれる、境界テーマに焦点を当てた双方向ライブイベントに関心が集まった。
- 2018 - 比較可能な将来

第5回のJSFFはテーマを「ビジョン」とし、未来への社会的、技術的、政治的、トレンドに対する議論に火がついた。著名なジャーナリストのヤクシャ・シュチェキッチが、JSFFの映画セレクションに共鳴する質問を投げかけたほか、東京のLoft 9で行われたオープニングセレモニーでは、日本とセルビアのミュージシャンが対照的なスタイルで演奏する共同パフォーマンスを披露し、JSFFのアイデンティティが示された。
- 2019 - "日本の映画なしでは素晴らしい映画祭はありません"

第6回JSFFは、高く評価される映画評論家でありレビュアーのサンドラ・ペロヴィッチを審査員長に迎えた。彼女は開会式のスピーチで、日本の映画が持つ世界的な影響力と作品力なしではこの映画祭は存在しない事が強調された。特別ゲストには映画監督の今関あきよし、審査員に大島葉子を迎え、最優秀作品賞に3度輝いたオグニエン・ペトコヴィッチをJSFFの最も栄誉ある監督と称えた。
- 2020 - コロナウィルス、ケア

世界的なパンデミックに呼応するものとして、JSFFはプログラムテーマを「ケア」に捧げ、初めて長編映画を導入された。この回では従来の賞に代わって、コロナに関わらず様々な困難に対する認識を高めた作品が評価された。この年については、組織上の問題によりベオグラード1都市のみで開催された。
- 2021 - ステータス

「ステータス」と題されたこの回では、パンデミックに立ち向かうJSFFの強さを象徴するべく従来の賞を復活させ、プログラムに引き続き長編映画が取り入れられた。プログラムでは第8回JSFFゲストであった映画監督フィリップ・マッキーとの、前代未聞なQ&Aセッションも行われた。
- 2022 - ヨーロッパ文化首都ノヴィサド

この年のJSFFは、ヨーロッパ文化首都2022に選ばれたノヴィサド市による「その他のヨーロッパ」プログラムの一部に組みこまれる形で、初めてベオグラード・東京を超えた3箇所での開催となった。規模の拡大に伴い、70以上ものタイトルにフィーチャーしたこの回のテーマは「カルトフロンテーション」(文化との対峙)。ここでは新たにEAWB（ 東アジア・西バルカンおよび世界）というカテゴリーが作られ、2つの国から2つの地域、そして世界へ対話を拡大し、14の賞が贈られた。また偶然にも2022年は日本セルビア友好140周年にあたり、これを記念して在セルビア日本大使館、勝亦孝彦大使によるスピーチ、キノ・マクヒューによる振付、Noah（101A、IGNIS）によるソロパフォーマンスも行われた。さらにプロデューサーのルドルフ・ビアマン、女優のハナ・ヴァグネノヴァ、読売テレビ代表のほか多くの著名なゲストも参加し、イベントの成功に貢献した。

## 外部サイト
- https://www.jsffest.com/copy-of-archive
- https://www.eu-japanfest.org/projectsupport/program2021/show.php?user_id=444
- https://www.moviebloc.com/news/6514332cce6c7165bb4e34d1/en
- https://www.jsffest.com/
- https://www.jsff.jp/
- https://filmfreeway.com/JSFF-JapaneseSerbianFilmFestival
- https://www.facebook.com/japanshortfilmfestivalserbia
- Instagram: jsffofficial